# Kótovo (Volgogrado)
Kótovo (ruso: Ко́тово) es una ciudad rusa, capital del raión homónimo en la óblast de Volgogrado.
En 2021, la ciudad tenía una población de 21 028 habitantes. En su territorio no hay pedanías.
Se ubica unos 60 km al noroeste de Kamyshin, sobre la carretera 18A-1 que lleva a Zhírnovsk. Al oeste de Kótovo sale la carretera 18K-10, que lleva a Danílovka y Mijáilovka. El casco urbano de Kótovo está atravesado por el río Málaya Kazanka.

## Historia
Fue fundado en la década de 1710 como una slobodá de la Ucrania Amarilla, por colonos ucranianos procedentes de las zonas de Járkov y Poltava. Se estableció aquí el centro administrativo de varias localidades rurales habitadas por colonos, con estatus de capital de vólost desde 1861, por lo que a finales del siglo XIX la slobodá ya tenía unos tres mil habitantes. En 1954 se fusionó con varias localidades rurales de su entorno, y pasó a ser un importante pueblo (seló). Adoptó el estatus de capital distrital en la reforma territorial de 1963, cuando se formó el raión de Kótovo mediante la agrupación de partes de territorios de cinco raiones. En 1966 adoptó el estatus de ciudad, pero los límites de su raión se redujeron al restaurarse parte del mapa que había tres años antes.